# Левицкая, Галина Петровна

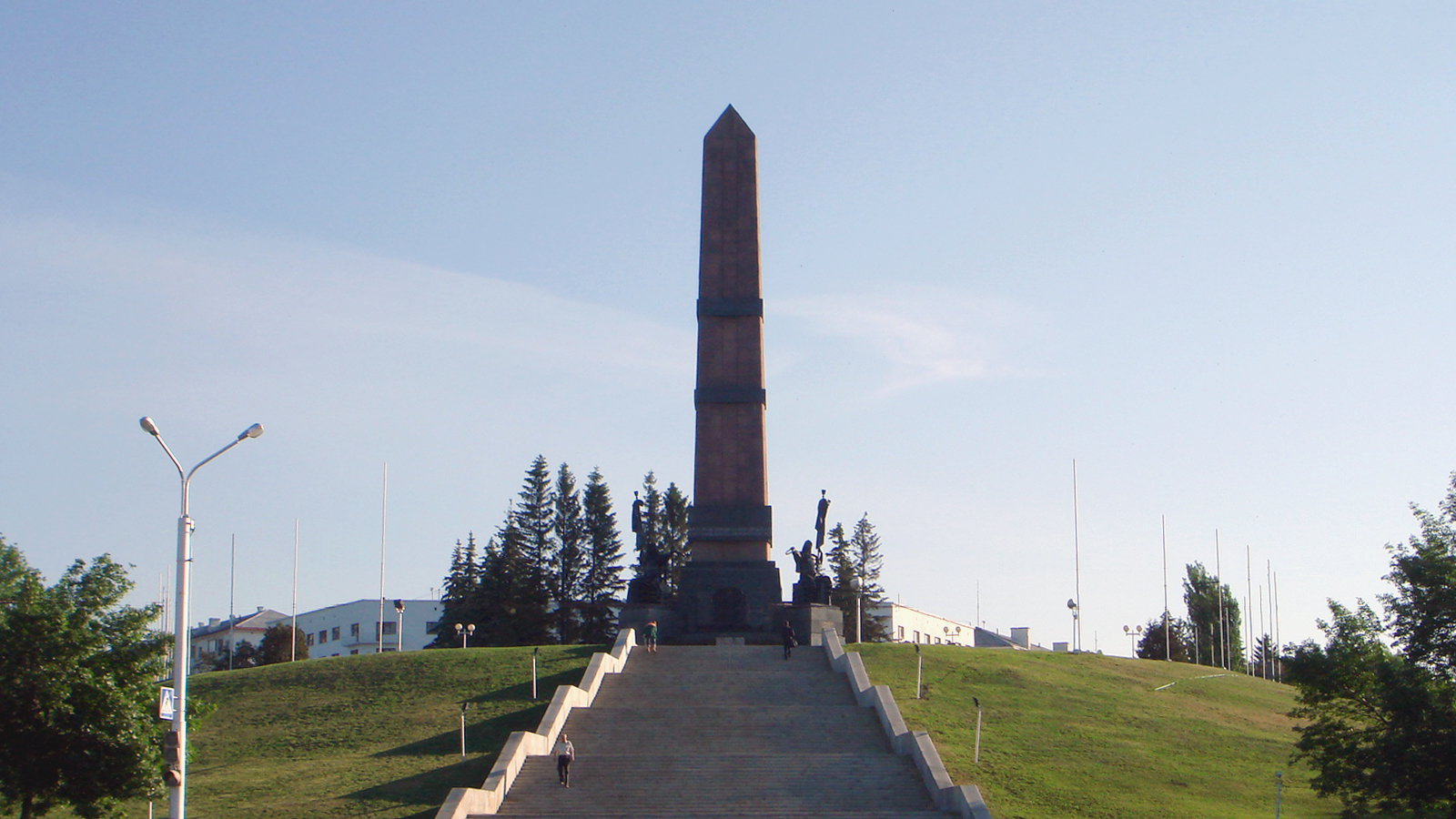
Монумент Дружбы в Уфе

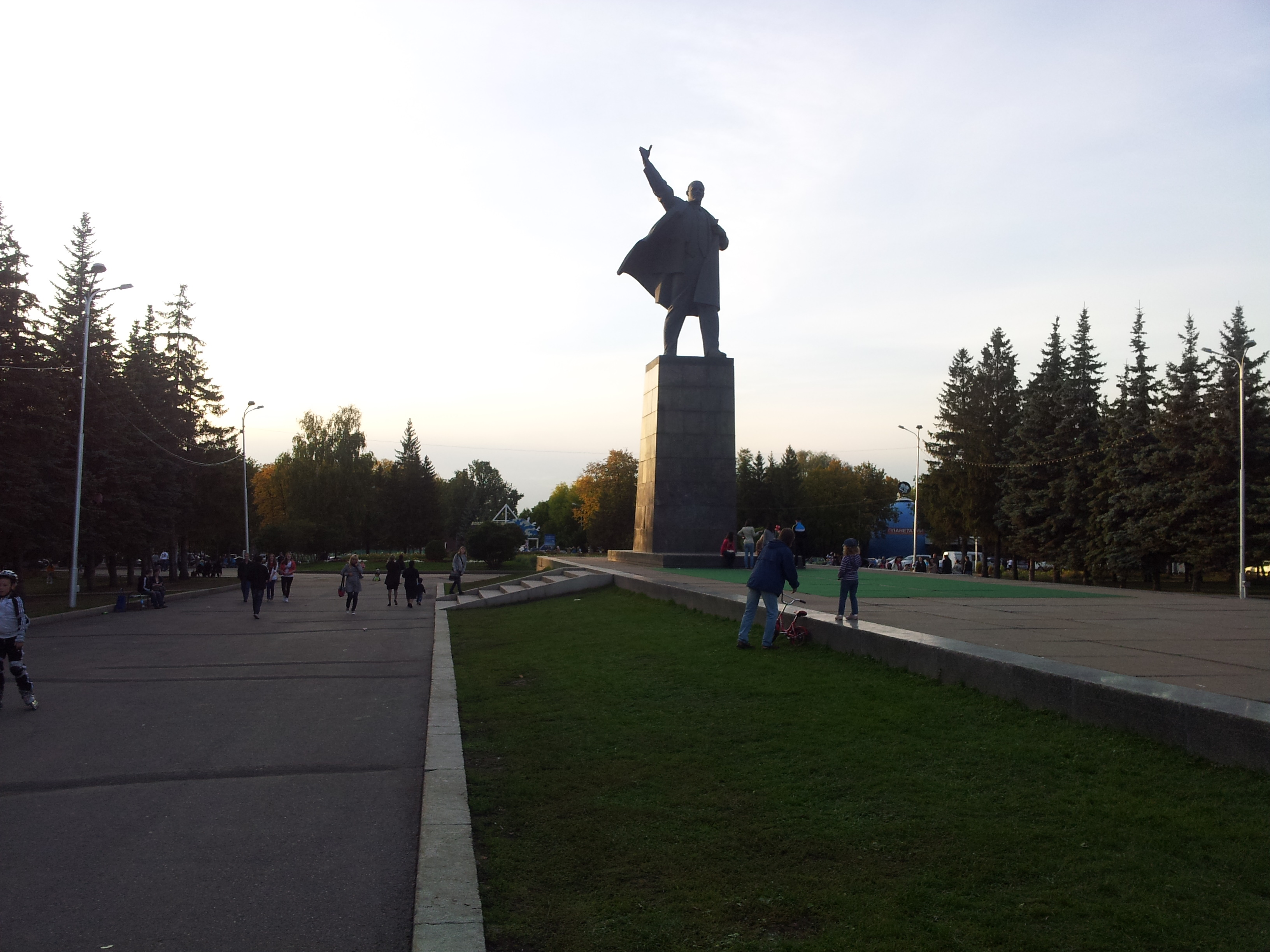
Памятник В. И. Ленину в Уфе

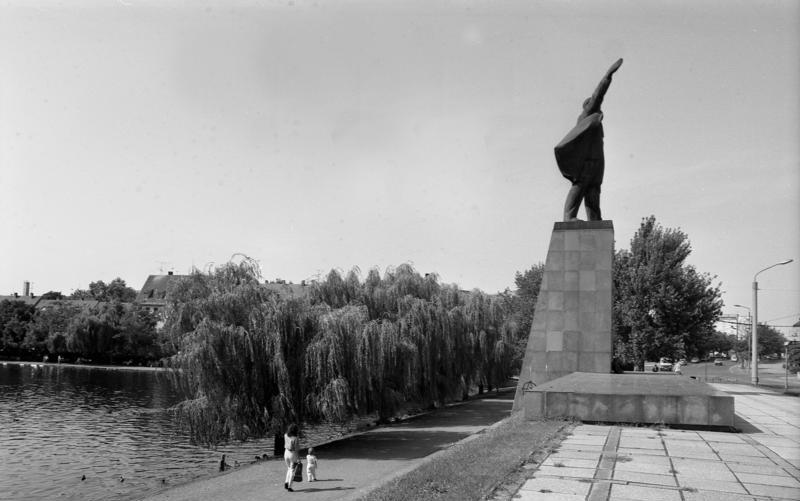
Памятник В. И. Ленину в Мерзебурге (Германия)

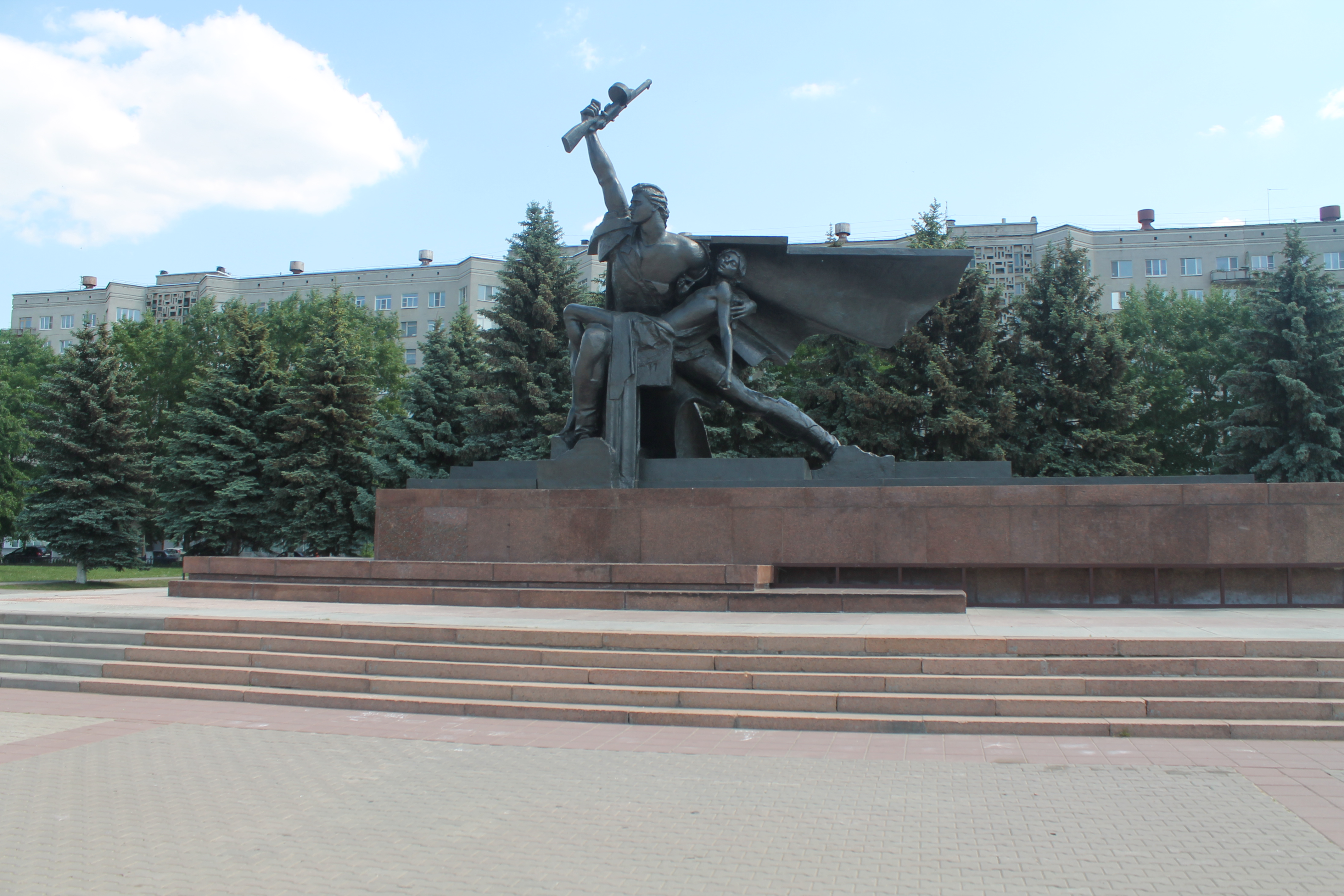
Монумент «Слава воинам-костромичам, участникам Великой Отечественной войны» в Костроме

Галина Петровна Левицкая (12 апреля 1922, Ростов-на-Дону, Донская область — 28 апреля 2004, Москва) — советский скульптор. Заслуженный деятель искусств Башкирской АССР (1965), лауреат премии искусств им. Г. Ф. Генделя (ГДР, 1972).

## Биография
Галина Петровна Левицкая родилась 12 апреля 1922 года в городе Ростове-на-Дону Ростовского округа Донской области, ныне город — административный центр Ростовской области. Её матерью была детский врач Надежда Яковлевна Сендульская.
В 1929 году вместе с семьёй переехала в Москву.
В 1942 году поступила в Московское художественно-промышленное училище имени М. И. Калинина, где училась у Бориса Николаевича Ланге. В 1943 году перевелась в Московский институт прикладного и декоративного искусства. С 1946 года училась в Ленинградском художественном институте им. И. Е. Репина по мастерской Виктора Александровича Синайского и его ассистента Михаила Константиновича Аникушина. В 1951 году окончила институт. Её дипломная работа «Колхозница» получила оценку «хорошо».
В 1951 году вернулась в Москву и вступила в Союз художников СССР. С 1951 года принимала участие в художественных выставках. Работала в монументальной и станковой скульптуре. Ряд произведений выполнила в соавторстве с Михаилом Фёдоровичем Бабуриным. Принимала участие в зарубежных выставках в Польше (1953), Венгрии (1977, 1981), Индии (1980), Чехословакии (1981).
Галина Петровна Левицкая умерла 28 апреля 2004 года в городе Москве. Похоронена на Преображенском кладбище муниципального округа Преображенское Восточного административного округа города Москвы.

## Работы
Работы Галины Левицкой находятся в собраниях Третьяковской галереи, Русского музея и других музеев России.
Станковая скульптура
- «Русские люди», «На пепелище» (1950, бронза) — Курская государственная картинная галерея[1]
- Портрет первого наркома здравоохранения СССР Н. А. Семашко (1952, бронза) — Военно-медицинский музей, Санкт-Петербург[1]
- Композиция на тему VI Всемирного фестиваля молодёжи и студентов 1957 года (фаянс, бронза, майолика) — Мордовский республиканский музей изобразительных искусств, Курская государственная картинная галерея[1]
- Портрет профессора, заслуженного деятеля науки И. Я. Сендульского (1969, бронза) — Новокузнецкий художественный музей, Институт онкологии им. Герцена, Москва[1]
- «Скульптор С. Т. Конёнков» (1975, бронза) — Союз художников СССР[1]
- «Пусть всегда будет солнце» (1977, бронза) — Государственный детский музыкальный театр, Москва[1]
- «С. Л. Осипович» (1977, бронза) — Архангельский областной музей изобразительных искусств[1]

Монументально-декоративная скульптура
- Монумент Дружбы в Уфе (1965, совместно со скульптором М. Ф. Бабуриным, архитекторами Е. И. Кутыревым и Г. И. Гавриловым) [3]
- Памятник В. И. Ленину в Уфе (1968, бронза, совместно со скульптором М. Ф. Бабуриным, архитекторами Е. И. Кутыревым и Г. И. Гавриловым)[3]
- Памятник В. И. Ленину в Мерзебурге, ныне земля Саксония-Анхальт, Германия (1971, бронза, совместно со скульптором М. Ф. Бабуриным, архитекторами Е. И. Кутыревым и Г. И. Гавриловым; копия памятника в Уфе)[3]
- Мемориальная доска С. Т. Конёнкова (1973, бронза, архитектор Я. Белопольский) — Москва[1]
- Памятник «Слава воинам-костромичам, участникам Великой Отечественной войны» в Костроме (1973, совместно со скульптором М. Ф. Бабуриным, архитектором Е. И. Кутыревым)[6][3]
- Памятник Юрию Гагарину в Южно-Сахалинске (1976, установлен в 1981, металл)[7][1][3]
- Памятник Александру Матросову в Кургане (1987, бронза)[8][3]

Медаль
- Настольная медаль «100 лет со дня рождения С.Т. Конёнкова» (1975, Московский монетный двор, томпак, диаметр 65 мм, тираж 1100 экз.)[9][10]

## Награды и звания
- Заслуженный деятель искусств Башкирской АССР, 1965 год — за участие в создании Монумента Дружбы в Уфе[3]
- Премия искусств им. Г. Ф. Генделя, Германская Демократическая Республика, 1972 год — за участие в создании памятника В. И. Ленину в Мерзебурге[3]

## Память
- Личное дело хранится в Центральном государственном архиве литературы и искусства Санкт-Петербурга[11]